# Râul Cuciurgan
Cuciurgan este un afluent de stânga al fluviului Nistru, care curge prin Ucraina și Republica Moldova. Izvorăște de pe versanții sudici ai Podișului Podoliei. Râul este principala sursă de apă pentru Lacul Cuciurgan.